# 宇文孝伯
宇文孝伯（544年—579年），字胡三，河南郡洛阳县（今河南省洛阳市东）人，北周宗室，安化公宇文深之子。北周武帝的親信。

## 生平
北周武帝宇文邕天和元年（566年）擔任小宗師、右侍儀同。其父去世後繼承安化公爵位。建德元年（572年）與北周武帝一同預謀誅殺宇文護。之後宇文孝伯被授予開府儀同三司、東宮左宮正，負責輔佐皇太子宇文赟。
建德五年（576年）與宇文赟、王軌、鄭譯等人一同討伐吐谷渾。宇文赟和鄭譯有所過錯，軍隊班師回朝後宇文孝伯和王軌將二人的過失上報給宇文邕。宇文邕大怒，用棍子抽打宇文赟數十下，並革除鄭譯官職。宇文赟懷恨在心，但不知道是誰告狀。
之後宇文孝伯被授予大將軍，爵位升為廣陵郡公。宇文邕去世，北周宣帝宇文赟繼位後宇文孝伯擔任小冢宰。有一次宇文贇向鄭譯提起被抽打事，詢問是誰告密，鄭譯表示是宇文孝伯和王軌。宇文赟大怒，誅殺王軌，並對宇文孝伯懷恨在心。稽胡叛亂，宇文赟任命宇文孝伯為行軍總管，令其與宇文盛平叛。宇文孝伯班師回朝後宇文赟下決心將其賜死家中。

## 家庭

### 兄弟
- 宇文明达，唐朝太仆卿、山东大使

### 子女
- 宇文歆，唐朝使持节、丰弘庆三州诸军事、三州总管、上柱国、光禄卿、右卫将军、广陵郡公
- 宇文元瑜，唐朝太子左监门率、上柱国、石州刺史[3][4]
- 宇文白泽

## 延伸阅读
[在维基数据编辑]
 《周書/卷40》，出自令狐德棻《周書》